# Timotei Cipariu
Timotei Cipariu, né le 21 février 1805 à Sâncel (autrefois  Pánád) en Transylvanie et mort le 3 septembre 1887 à Blaj, est un chercheur, journaliste, professeur de philosophie et de théologie. 

## Formation
Né dans une famille paysanne, Timotei Cipariu reçut une éducation dans le séminaire de l'Église grecque-catholique roumaine (uniate) de Blaj, entre 1814 et 1825.

## Carrière

### Religion
En 1827, Timotei Cipariu fut ordonné prêtre.

### Enseignement
En 1830, il a été nommé professeur de littérature roumaine dans le lycée de Blaj, dont il sera  plus tard le doyen. La même année, il est également nommé comme professeur de théologie dogmatique au séminaire de Blaj.

### Journalisme
Il participa comme journaliste à de nombreuses revues, parmi lesquelles, Foaie literaria (Gazette littéraire) et Gazeta de Transilvania (Gazette de la Transylvanie).

## Linguiste
Adepte de la "Scuola latinista" (l'École latine), Cipariu croyait que la langue devait être calquée sur la grammaire. Dans le cas particulier de la langue roumaine, Cipariu crut que le lexique devait contenir que des mots roumains d'origine latine. 
Cipariu s'est donc consacrée à la recherche sur les mots roumains anciens tombés en désuétudes, pour les réintégrer dans le vocabulaire de la langue roumaine moderne. Il a ensuite appelé à une réforme de la base étymologique.

## Politique
Timotei Cipariu fut l'un des dirigeants les plus importants des Roumains de Transylvanie, dans leur lutte de libération nationale de 1848 à 1851. 
En 1866, il fut l'un des membres fondateurs de l'Académie roumaine, dont il fut vice-président. Il y était chargé de compiler la grammaire de la langue roumaine.

## Travaux
- Scientia Sântei Scripture (La science de l'Ecriture Sainte), Blaj, 1854
- Elemente de limba română după dialecte și monumente vechi (Éléments de la langue roumaine et le dialecte selon les monuments antiques), Blaj, 1854
- Istoria sfanta sau biblică a Testamentului Vechiu și Nou (Histoire sacrée ou biblique de Vechio et Nouveau Testaments), Blaj, 1855
- Principia de limbă și de scriptură (Principes de la langue et l'écriture), Blaj, 1856 ;
- Elemente de poetică metrică și versificațiune (Éléments de la métrique et de la versification), Blaj, 1860 ;
- Gramatica limbii române (Grammaire de la langue roumaine). Vol I analytique, vol II synthétique, Blaj, 1869.